# Liste der Auszeichnungen der Fernsehserie Emergency Room – Die Notaufnahme
Dieser Artikel gibt einen Überblick über die Nominierungen und Prämierungen, die die US-amerikanische Fernsehserie Emergency Room – Die Notaufnahme bei den wichtigsten Preiswettbewerben erhalten hat.

## US-amerikanische Preise

### ALMA Awards
| Jahr | Kategorie                                        | Preisträger           | Episode     | Resultat  |
| ---- | ------------------------------------------------ | --------------------- | ----------- | --------- |
| 1998 | Beste Schauspielerin in einer Dramaserie         | Laura Cerón           |             | Nominiert |
| 1999 | Beste Schauspielerin in einer Dramaserie         | Laura Cerón           |             | Nominiert |
| 2000 | Beste Schauspielerin in einer Dramaserie         | Laura Cerón           |             | Gewonnen  |
| 2001 | Beste Schauspielerin in einer Fernseh-Dramaserie | Laura Cerón           |             | Nominiert |
| 2002 | Bester Nebendarsteller in einer Fernsehserie     | Demetrius Navarro     |             | Nominiert |
| 2002 | Bester Regisseur (Fernseh-Drama oder -Comedy)    | Félix Enríquez Alcalá | Bauernopfer | Nominiert |
| 2002 | Beste Nebendarstellerin in einer Fernsehserie    | Lourdes Benedicto     |             | Nominiert |
| 2009 | Beste Schauspielerin in einer Dramaserie         | Justina Machado       |             | Nominiert |
| 2009 | Beste Schauspielerin in einer Dramaserie         | Laura Cerón           |             | Nominiert |

### Artios Awards
| Jahr | Kategorie                                               | Resultat  |
| ---- | ------------------------------------------------------- | --------- |
| 1995 | Bestes Casting für dramatisches, episodisches Fernsehen | Gewonnen  |
| 1995 | Bestes Casting für das Fernsehen, Pilotfilm             | Gewonnen  |
| 1996 | Bestes Casting für dramatisches, episodisches Fernsehen | Gewonnen  |
| 1997 | Bestes Casting für dramatisches, episodisches Fernsehen | Gewonnen  |
| 1998 | Bestes Casting für dramatisches, episodisches Fernsehen | Nominiert |
| 1999 | Bestes Casting für dramatisches, episodisches Fernsehen | Nominiert |
| 2000 | Bestes Casting für dramatisches, episodisches Fernsehen | Nominiert |

### ASCAP Awards
| Jahr | Kategorie        | Preisträger         | Resultat |
| ---- | ---------------- | ------------------- | -------- |
| 1995 | Top-Fernsehserie | James Newton Howard | Gewonnen |
| 1996 | Top-Fernsehserie | James Newton Howard | Gewonnen |
| 1997 | Top-Fernsehserie | James Newton Howard | Gewonnen |
| 1998 | Top-Fernsehserie | James Newton Howard | Gewonnen |
| 1999 | Top-Fernsehserie | James Newton Howard | Gewonnen |
| 2000 | Top-Fernsehserie | James Newton Howard | Gewonnen |
| 2001 | Top-Fernsehserie | James Newton Howard | Gewonnen |
| 2002 | Top-Fernsehserie | James Newton Howard | Gewonnen |
| 2003 | Top-Fernsehserie | James Newton Howard | Gewonnen |
| 2004 | Top-Fernsehserie | James Newton Howard | Gewonnen |
| 2005 | Top-Fernsehserie | James Newton Howard | Gewonnen |
| 2006 | Top-Fernsehserie | James Newton Howard | Gewonnen |

### BMI Film & TV Awards
| Jahr | Kategorie          | Preisträger   | Resultat |
| ---- | ------------------ | ------------- | -------- |
| 1995 | BMI TV Music Award | Martin Davich | Gewonnen |
| 1996 | BMI TV Music Award | Martin Davich | Gewonnen |
| 1997 | BMI TV Music Award | Martin Davich | Gewonnen |
| 1998 | BMI TV Music Award | Martin Davich | Gewonnen |
| 1999 | BMI TV Music Award | Martin Davich | Gewonnen |
| 2000 | BMI TV Music Award | Martin Davich | Gewonnen |
| 2001 | BMI TV Music Award | Martin Davich | Gewonnen |
| 2002 | BMI TV Music Award | Martin Davich | Gewonnen |
| 2003 | BMI TV Music Award | Martin Davich | Gewonnen |
| 2004 | BMI TV Music Award | Martin Davich | Gewonnen |
| 2005 | BMI TV Music Award | Martin Davich | Gewonnen |

### DGA Awards
| Jahr | Kategorie                               | Preisträger           | Episode                | Resultat  |
| ---- | --------------------------------------- | --------------------- | ---------------------- | --------- |
| 1995 | Beste Regie für eine Dramaserie – Nacht | Charles Haid          | Gezählte Stunden       | Gewonnen  |
| 1995 | Beste Regie für eine Dramaserie – Nacht | Félix Enríquez Alcalá | Das Geschenk           | Nominiert |
| 1995 | Beste Regie für eine Dramaserie – Nacht | Mimi Leder            | Die Ruhe vor dem Sturm | Nominiert |
| 1995 | Beste Regie für dramatische Specials    | Rod Holcomb           | Der erste Tag          | Gewonnen  |
| 1996 | Beste Regie für eine Dramaserie – Nacht | Christopher Chulack   | Der Held des Tages     | Gewonnen  |
| 1996 | Beste Regie für eine Dramaserie – Nacht | Félix Enríquez Alcalá | Der Tierfreund         | Nominiert |
| 1996 | Beste Regie für eine Dramaserie – Nacht | Mimi Leder            | Schwarzer Tag          | Nominiert |
| 1997 | Beste Regie für eine Dramaserie – Nacht | Christopher Chulack   | Flugangst              | Gewonnen  |
| 1997 | Beste Regie für eine Dramaserie – Nacht | Mimi Leder            | Höllenfeuer            | Nominiert |
| 1997 | Beste Regie für eine Dramaserie – Nacht | Paris Barclay         | Streng vertraulich     | Nominiert |
| 1998 | Beste Regie für eine Dramaserie – Nacht | Christopher Chulack   | Väter und Söhne        | Nominiert |
| 2005 | Beste Regie für eine Dramaserie – Nacht | Christopher Chulack   | Todesstunde            | Nominiert |

### Golden Globe Awards
| Jahr | Kategorie                                                                                               | Preisträger        | Resultat  |
| ---- | --- | ------------------ | --------- |
| 1995 | Beste Fernseh-Dramaserie                                                                                |                    | Nominiert |
| 1996 | Beste Fernseh-Dramaserie                                                                                |                    | Nominiert |
| 1996 | Bester Schauspieler in einer Drama-Fernsehserie                                                         | Anthony Edwards    | Nominiert |
| 1996 | Bester Schauspieler in einer Drama-Fernsehserie                                                         | George Clooney     | Nominiert |
| 1996 | Beste Nebenschauspielerin in einer Serie, Miniserie oder einem Spielfilm, hergestellt für das Fernsehen | Julianna Margulies | Nominiert |
| 1996 | Beste Schauspielerin in einer Drama-Fernsehserie                                                        | Sherry Stringfield | Nominiert |
| 1997 | Beste Fernseh-Dramaserie                                                                                |                    | Nominiert |
| 1997 | Bester Schauspieler in einer Drama-Fernsehserie                                                         | Anthony Edwards    | Nominiert |
| 1997 | Bester Schauspieler in einer Drama-Fernsehserie                                                         | George Clooney     | Nominiert |
| 1997 | Bester Nebenschauspieler in einer Serie, Miniserie oder einem Spielfilm, hergestellt für das Fernsehen  | Noah Wyle          | Nominiert |
| 1997 | Beste Schauspielerin in einer Drama-Fernsehserie                                                        | Sherry Stringfield | Nominiert |
| 1998 | Beste Fernseh-Dramaserie                                                                                |                    | Nominiert |
| 1998 | Bester Schauspieler in einer Drama-Fernsehserie                                                         | Anthony Edwards    | Gewonnen  |
| 1998 | Bester Nebenschauspieler in einer Serie, Miniserie oder einem Spielfilm, hergestellt für das Fernsehen  | Eriq La Salle      | Nominiert |
| 1998 | Bester Schauspieler in einer Drama-Fernsehserie                                                         | George Clooney     | Nominiert |
| 1998 | Beste Nebenschauspielerin in einer Serie, Miniserie oder einem Spielfilm, hergestellt für das Fernsehen | Gloria Reuben      | Nominiert |
| 1998 | Beste Schauspielerin in einer Drama-Fernsehserie                                                        | Julianna Margulies | Nominiert |
| 1998 | Bester Nebenschauspieler in einer Serie, Miniserie oder einem Spielfilm, hergestellt für das Fernsehen  | Noah Wyle          | Nominiert |
| 1999 | Beste Fernseh-Dramaserie                                                                                |                    | Nominiert |
| 1999 | Bester Schauspieler in einer Drama-Fernsehserie                                                         | Anthony Edwards    | Nominiert |
| 1999 | Beste Schauspielerin in einer Drama-Fernsehserie                                                        | Julianna Margulies | Nominiert |
| 1999 | Bester Nebenschauspieler in einer Serie, Miniserie oder einem Spielfilm, hergestellt für das Fernsehen  | Noah Wyle          | Nominiert |
| 2000 | Beste Fernseh-Dramaserie                                                                                |                    | Nominiert |
| 2000 | Beste Schauspielerin in einer Drama-Fernsehserie                                                        | Julianna Margulies | Nominiert |
| 2001 | Beste Fernseh-Dramaserie                                                                                |                    | Nominiert |

### Golden Reel Awards
| Jahr | Kategorie                                                         | Episode                    | Resultat  |
| ---- | ----------------------------------------------------------------- | -------------------------- | --------- |
| 1998 | Bester Tonschnitt – Episodisches Fernsehen – Effekte und Foley    |                            | Nominiert |
| 1999 | Bester Tonschnitt – Episodisches Fernsehen – Dialoge und ADR      | Gefährliche Explosion      | Gewonnen  |
| 1999 | Bester Tonschnitt – Episodisches Fernsehen – Toneffekte und Foley | Gefährliche Explosion      | Gewonnen  |
| 2000 | Bester Tonschnitt – Episodisches Fernsehen – Dialoge und ADR      | Der Sturm, Teil 2          | Nominiert |
| 2000 | Bester Tonschnitt – Episodisches Fernsehen – Effekte und Foley    | Der Sturm, Teil 2          | Gewonnen  |
| 2001 | Bester Tonschnitt – Episodisches Fernsehen – Dialoge und ADR      | May Day                    | Nominiert |
| 2001 | Bester Tonschnitt – Episodisches Fernsehen – Effekte und Foley    | Die Tat eines Wahnsinnigen | Nominiert |
| 2002 | Bester Tonschnitt – Episodisches Fernsehen – Effekte und Foley    | Die Kreuzung               | Nominiert |
| 2003 | Bester Tonschnitt – Episodisches Fernsehen – Dialoge und ADR      | Fahrerflucht               | Gewonnen  |
| 2003 | Bester Tonschnitt – Episodisches Fernsehen – Toneffekte und Foley | Chaostheorie               | Nominiert |
| 2004 | Bester Tonschnitt – Episodisches Fernsehen – Dialoge und ADR      | Kisangangi                 | Nominiert |
| 2004 | Bester Tonschnitt – Episodisches Fernsehen – Toneffekte und Foley | Tag und Nacht              | Nominiert |
| 2006 | Bester Tonschnitt – Kurzform-Fernsehen – Dialog und ADR           | Zusammenstoß               | Nominiert |
| 2006 | Bester Tonschnitt – Kurzform-Fernsehen – Toneffekte und Foley     | Zusammenstoß               | Gewonnen  |
| 2007 | Bester Tonschnitt – Kurzform-Fernsehen – Dialog und ADR           | Puzzlespiel                | Nominiert |
| 2008 | Bester Tonschnitt – Kurzform-Fernsehen – Dialog und ADR           | Heimsuchung                | Nominiert |
| 2008 | Bester Tonschnitt – Kurzform-Fernsehen – Musik                    | Ehrenwort                  | Nominiert |
| 2008 | Bester Tonschnitt – Kurzform-Fernsehen – Toneffekte und Foley     | Panik                      | Nominiert |
| 2010 | Bester Tonschnitt – Kurzform-Fernsehen – Dialog und ADR           | Herzensangelegenheiten     | Nominiert |

### Humanitas-Preise
| Jahr | Kategorie  | Preisträger                   | Episode                  | Resultat  |
| ---- | ---------- | ----------------------------- | ------------------------ | --------- |
| 1996 | 60 Minuten | John Wells                    | Höllenfeuer              | Nominiert |
| 1998 | 60 Minuten | Carol Flint                   | Bittere Wahrheit         | Nominiert |
| 2001 | 60 Minuten | John Wells                    | Ein Spaziergang im Wald  | Nominiert |
| 2003 | 60 Minuten | John Wells                    | Am Strand                | Nominiert |
| 2004 | 60 Minuten | John Wells                    | Makemba                  | Nominiert |
| 2005 | 60 Minuten | Dee Johnson                   | Allein unter Vielen      | Nominiert |
| 2006 | 60 Minuten | Janine Sherman Barrois        | Darfur                   | Nominiert |
| 2007 | 60 Minuten | R. Scott Gemmill, David Zabel | Hier gibt es keine Engel | Gewonnen  |
| 2009 | 60 Minuten | David Zabel                   | Arzt, heile dich selbst  | Nominiert |

### Image Awards
| Jahr | Kategorie                                   | Preisträger            | Episode                 | Resultat  |
| ---- | ------------------------------------------- | ---------------------- | ----------------------- | --------- |
| 1996 | Beste Dramaserie                            |                        |                         | Nominiert |
| 1996 | Beste Nebendarstellerin in einer Dramaserie | CCH Pounder            |                         | Nominiert |
| 1996 | Bester Hauptdarsteller in einer Dramaserie  | Eriq La Salle          |                         | Nominiert |
| 1996 | Beste Nebendarstellerin in einer Dramaserie | Gloria Reuben          |                         | Nominiert |
| 1997 | Beste Dramaserie                            |                        |                         | Nominiert |
| 1997 | Bester Hauptdarsteller in einer Dramaserie  | Eriq La Salle          |                         | Nominiert |
| 1997 | Beste Hauptdarstellerin in einer Dramaserie | Gloria Reuben          |                         | Nominiert |
| 1998 | Beste Dramaserie                            |                        |                         | Nominiert |
| 1998 | Beste Nebendarstellerin in einer Dramaserie | CCH Pounder            |                         | Nominiert |
| 1998 | Bester Hauptdarsteller in einer Dramaserie  | Eriq La Salle          |                         | Nominiert |
| 1998 | Beste Nebendarstellerin in einer Dramaserie | Gloria Reuben          |                         | Nominiert |
| 1998 | Beste Nebendarstellerin in einer Dramaserie | Lisa Nicole Carson     |                         | Nominiert |
| 1998 | Bester Nebendarsteller in einer Dramaserie  | Michael Beach          |                         | Nominiert |
| 1999 | Beste Dramaserie                            |                        |                         | Nominiert |
| 1999 | Bester Hauptdarsteller in einer Dramaserie  | Eriq La Salle          |                         | Gewonnen  |
| 1999 | Beste Nebendarstellerin in einer Dramaserie | Gloria Reuben          |                         | Nominiert |
| 2000 | Beste Dramaserie                            |                        |                         | Nominiert |
| 2000 | Bester Schauspieler in einer Dramaserie     | Eriq La Salle          |                         | Gewonnen  |
| 2000 | Beste Nebendarstellerin in einer Dramaserie | Gloria Reuben          |                         | Nominiert |
| 2001 | Bester Schauspieler in einer Dramaserie     | Eriq La Salle          |                         | Nominiert |
| 2001 | Beste Nebendarstellerin in einer Dramaserie | Michael Michele        |                         | Nominiert |
| 2002 | Beste Dramaserie                            |                        |                         | Nominiert |
| 2002 | Bester Schauspieler in einer Dramaserie     | Eriq La Salle          |                         | Gewonnen  |
| 2003 | Bester Nebendarsteller in einer Dramaserie  | Mekhi Phifer           |                         | Nominiert |
| 2004 | Bester Nebendarsteller in einer Dramaserie  | Mekhi Phifer           |                         | Gewonnen  |
| 2005 | Beste Dramaserie                            |                        |                         | Nominiert |
| 2005 | Bester Nebendarsteller in einer Dramaserie  | Mekhi Phifer           |                         | Gewonnen  |
| 2006 | Bester Nebendarsteller in einer Dramaserie  | Mekhi Phifer           |                         | Nominiert |
| 2007 | Bestes Drehbuch für eine Dramaserie         | Janine Sherman Barrois | Darfur                  | Nominiert |
| 2008 | Bestes Drehbuch für eine Dramaserie         | Janine Sherman Barrois | Vertrauensbruch         | Nominiert |
| 2008 | Bester Nebendarsteller in einer Dramaserie  | Mekhi Phifer           |                         | Nominiert |
| 2009 | Beste Nebendarstellerin in einer Dramaserie | Angela Bassett         |                         | Gewonnen  |
| 2009 | Bestes Drehbuch für eine Dramaserie         | Janine Sherman Barrois | Nur ein kleines Mädchen | Nominiert |

### People’s Choice Awards
| Jahr | Kategorie                        | Resultat |
| ---- | -------------------------------- | -------- |
| 1995 | Neue Lieblings-Fernsehdramaserie | Gewonnen |
| 1995 | Lieblings-Fernsehdramaserie      | Gewonnen |
| 1996 | Lieblings-Fernsehdramaserie      | Gewonnen |
| 1997 | Lieblings-Fernsehdramaserie      | Gewonnen |
| 1998 | Lieblings-Fernsehdramaserie      | Gewonnen |
| 1999 | Lieblings-Fernsehdramaserie      | Gewonnen |
| 2000 | Lieblings-Fernsehdramaserie      | Gewonnen |
| 2001 | Lieblings-Fernsehdramaserie      | Gewonnen |
| 2002 | Lieblings-Fernsehdramaserie      | Gewonnen |

### Primetime Emmy Awards
| Jahr | Kategorie                                                                    | Preisträger                  | Episode                    | Resultat  |
| ---- | ---------------------------------------------------------------------------- | ---------------------------- | -------------------------- | --------- |
| 1995 | Bestes Casting für eine Serie                                                |                              |                            | Gewonnen  |
| 1995 | Beste Regie für eine Dramaserie                                              | Rod Holcomb                  | Der erste Tag              | Nominiert |
| 1995 | Beste Regie für eine Dramaserie                                              | Mimi Leder                   | Schwarzer Tag              | Gewonnen  |
| 1995 | Beste Dramaserie                                                             |                              |                            | Nominiert |
| 1995 | Bester Gastdarsteller in einer Dramaserie                                    | Vondie Curtis-Hall           | Ganz im Vertrauen          | Nominiert |
| 1995 | Bester Gastdarsteller in einer Dramaserie                                    | Alan Rosenberg               | Gezählte Stunden           | Nominiert |
| 1995 | Beste Gastdarstellerin in einer Dramaserie                                   | Rosemary Clooney             | Willkommen zu Hause        | Nominiert |
| 1995 | Beste Gastdarstellerin in einer Dramaserie                                   | Colleen Flynn                | Schwarzer Tag              | Nominiert |
| 1995 | Beste Tonmischung für eine Dramaserie                                        |                              | Schwarzer Tag              | Gewonnen  |
| 1995 | Bester Hauptdarsteller in einer Dramaserie                                   | Anthony Edwards              |                            | Nominiert |
| 1995 | Bester Hauptdarsteller in einer Dramaserie                                   | George Clooney               |                            | Nominiert |
| 1995 | Beste Hauptdarstellerin in einer Dramaserie                                  | Sherry Stringfield           |                            | Nominiert |
| 1995 | Beste Vorspann-Gestaltung                                                    |                              |                            | Gewonnen  |
| 1995 | Bestes Make-up für eine Serie                                                | Susan A. Cabral              | Der erste Tag              | Nominiert |
| 1995 | Beste Vorspann-Musik                                                         | James Newton Howard          |                            | Nominiert |
| 1995 | Bester Ein-Kamera-Schnitt für eine Serie                                     | Randy Jon Morgan, Rick Tuber | Schwarzer Tag              | Gewonnen  |
| 1995 | Bester Ein-Kamera-Schnitt für eine Serie                                     | Randy Jon Morgan             | Der erste Tag              | Nominiert |
| 1995 | Bester Tonschnitt für eine Serie                                             |                              | Schwarzer Tag              | Gewonnen  |
| 1995 | Bester Nebendarsteller in einer Dramaserie                                   | Eriq La Salle                |                            | Nominiert |
| 1995 | Bester Nebendarsteller in einer Dramaserie                                   | Noah Wyle                    |                            | Nominiert |
| 1995 | Beste Nebendarstellerin in einer Dramaserie                                  | Julianna Margulies           |                            | Gewonnen  |
| 1995 | Bestes Drehbuch für eine Dramaserie                                          | Michael Crichton             | Der erste Tag              | Nominiert |
| 1995 | Bestes Drehbuch für eine Dramaserie                                          | Lance Gentile                | Schwarzer Tag              | Gewonnen  |
| 1996 | Bestes Casting für eine Serie                                                |                              |                            | Nominiert |
| 1996 | Beste Kamera für eine Serie                                                  | Richard Thorpe               | Der Held des Tages         | Nominiert |
| 1996 | Beste Regie für eine Dramaserie                                              | Mimi Leder                   | Höllenfeuer                | Nominiert |
| 1996 | Beste Regie für eine Dramaserie                                              | Christopher Chulack          |                            | Nominiert |
| 1996 | Beste Dramaserie                                                             |                              |                            | Gewonnen  |
| 1996 | Beste Gastdarstellerin in einer Dramaserie                                   | Penny Fuller                 | Willkommen daheim, Carter  | Nominiert |
| 1996 | Bester Hauptdarsteller in einer Dramaserie                                   | Anthony Edwards              |                            | Nominiert |
| 1996 | Bester Hauptdarsteller in einer Dramaserie                                   | George Clooney               |                            | Nominiert |
| 1996 | Beste Hauptdarstellerin in einer Dramaserie                                  | Sherry Stringfield           |                            | Nominiert |
| 1996 | Bester Ein-Kamera-Schnitt für eine Serie                                     | Jacque Toberen               | Der Held des Tages         | Nominiert |
| 1996 | Bester Ein-Kamera-Schnitt für eine Serie                                     | Randy Jon Morgan             | Höllenfeuer                | Nominiert |
| 1996 | Beste Tonmischung für eine Dramaserie                                        |                              | Der Held des Tages         | Nominiert |
| 1996 | Bester Nebendarsteller in einer Dramaserie                                   | Noah Wyle                    |                            | Nominiert |
| 1996 | Beste Nebendarstellerin in einer Dramaserie                                  | Julianna Margulies           |                            | Nominiert |
| 1996 | Bestes Drehbuch für eine Dramaserie                                          | Neal Baer                    | Der Held des Tages         | Nominiert |
| 1996 | Bestes Drehbuch für eine Dramaserie                                          | John Wells                   | Höllenfeuer                | Nominiert |
| 1996 | President’s Award                                                            |                              |                            | Nominiert |
| 1997 | Bestes Casting für eine Serie                                                |                              |                            | Gewonnen  |
| 1997 | Beste Regie für eine Dramaserie                                              | Christopher Chulack          | Flugangst                  | Nominiert |
| 1997 | Beste Regie für eine Dramaserie                                              | Rod Holcomb                  | Kein Trost für Dr. Ross    | Nominiert |
| 1997 | Beste Regie für eine Dramaserie                                              | Tom Moore                    | Abschied                   | Nominiert |
| 1997 | Beste Dramaserie                                                             |                              |                            | Nominiert |
| 1997 | Bester Gastdarsteller in einer Dramaserie                                    | Ewan McGregor                | Wer Gewalt sät             | Nominiert |
| 1997 | Bester Gastdarsteller in einer Dramaserie                                    | William H. Macy              |                            | Nominiert |
| 1997 | Beste Gastdarstellerin in einer Dramaserie                                   | Veronica Cartwright          |                            | Nominiert |
| 1997 | Bester Hauptdarsteller in einer Dramaserie                                   | Anthony Edwards              |                            | Nominiert |
| 1997 | Beste Hauptdarstellerin in einer Dramaserie                                  | Julianna Margulies           |                            | Nominiert |
| 1997 | Beste Hauptdarstellerin in einer Dramaserie                                  | Sherry Stringfield           |                            | Nominiert |
| 1997 | Bester Ein-Kamera-Bildschnitt für eine Serie                                 | Randy Jon Morgan             | Wer Gewalt sät             | Gewonnen  |
| 1997 | Bester Ein-Kamera-Bildschnitt für eine Serie                                 | Kevin Casey                  | Abschied                   | Nominiert |
| 1997 | Beste Tonmischung für eine Dramaserie                                        |                              | Flugangst                  | Gewonnen  |
| 1997 | Bester Nebendarsteller in einer Dramaserie                                   | Eriq La Salle                |                            | Nominiert |
| 1997 | Bester Nebendarsteller in einer Dramaserie                                   | Noah Wyle                    |                            | Nominiert |
| 1997 | Beste Nebendarstellerin in einer Dramaserie                                  | CCH Pounder                  |                            | Nominiert |
| 1997 | Beste Nebendarstellerin in einer Dramaserie                                  | Gloria Reuben                |                            | Nominiert |
| 1997 | Beste Nebendarstellerin in einer Dramaserie                                  | Laura Innes                  |                            | Nominiert |
| 1997 | Bestes Drehbuch für eine Dramaserie                                          | John Wells                   | Der Wert des Lebens        | Nominiert |
| 1997 | Bestes Drehbuch für eine Dramaserie                                          | Neal Baer                    | Ladykiller Dr. Greene      | Nominiert |
| 1997 | President’s Award                                                            |                              |                            | Nominiert |
| 1998 | Bestes Casting für eine Serie                                                |                              |                            | Nominiert |
| 1998 | Beste Regie für eine Dramaserie                                              | Thomas Schlamme              | Vorsicht Kamera            | Nominiert |
| 1998 | Beste Dramaserie                                                             |                              |                            | Nominiert |
| 1998 | Beste Gastdarstellerin in einer Dramaserie                                   | Swoosie Kurtz                | Der Störenfried            | Nominiert |
| 1998 | Bester Hauptdarsteller in einer Dramaserie                                   | Anthony Edwards              |                            | Nominiert |
| 1998 | Beste Hauptdarstellerin in einer Dramaserie                                  | Julianna Margulies           |                            | Nominiert |
| 1998 | Beste Beleuchtung für eine Dramaserie, Varieté-Serie, Miniserie oder Special | Richard Thorpe               | Vorsicht Kamera            | Nominiert |
| 1998 | Bester Ein-Kamera-Bildschnitt für eine Serie                                 | Kevin Casey                  | Gefährliche Explosion      | Nominiert |
| 1998 | Bester Tonschnitt für eine Serie                                             |                              | Gefährliche Explosion      | Gewonnen  |
| 1998 | Beste Tonmischung für eine Dramaserie                                        |                              | Vorsicht Kamera            | Nominiert |
| 1998 | Beste Tonmischung für eine Dramaserie                                        |                              | Gefährliche Explosion      | Nominiert |
| 1998 | Bester Nebendarsteller in einer Dramaserie                                   | Eriq La Salle                |                            | Nominiert |
| 1998 | Bester Nebendarsteller in einer Dramaserie                                   | Noah Wyle                    |                            | Nominiert |
| 1998 | Beste Nebendarstellerin in einer Dramaserie                                  | Gloria Reuben                |                            | Nominiert |
| 1998 | Beste Nebendarstellerin in einer Dramaserie                                  | Laura Innes                  |                            | Nominiert |
| 1998 | Beste technische Regie, Kameraarbeit, Videosteuerung für eine Serie          |                              | Vorsicht Kamera            | Gewonnen  |
| 1999 | Beste Dramaserie                                                             |                              |                            | Nominiert |
| 1999 | Beste Hauptdarstellerin in einer Dramaserie                                  | Julianna Margulies           |                            | Nominiert |
| 1999 | Bester Ein-Kamera-Bildschnitt für eine Serie                                 | Kevin Casey                  | Der Sturm, Teil 1          | Nominiert |
| 1999 | Bester Tonschnitt für eine Serie                                             |                              | Der Sturm, Teil 2          | Gewonnen  |
| 1999 | Beste Tonmischung für eine Dramaserie                                        |                              | Der Sturm, Teil 2          | Gewonnen  |
| 1999 | Bester Nebendarsteller in einer Dramaserie                                   | Noah Wyle                    |                            | Nominiert |
| 2000 | Bestes Casting für eine Dramaserie                                           |                              |                            | Nominiert |
| 2000 | Beste Regie für eine Dramaserie                                              | Jonathan Kaplan              | Die Tat eines Wahnsinnigen | Nominiert |
| 2000 | Beste Regie für eine Dramaserie                                              | John Wells                   | Die eine große Liebe       | Nominiert |
| 2000 | Beste Dramaserie                                                             |                              |                            | Nominiert |
| 2000 | Bester Gastdarsteller in einer Dramaserie                                    | Alan Alda                    |                            | Nominiert |
| 2000 | Beste Hauptdarstellerin in einer Dramaserie                                  | Julianna Margulies           |                            | Nominiert |
| 2000 | Bester Ein-Kamera-Bildschnitt für eine Serie                                 | Kevin Casey                  | Die Tat eines Wahnsinnigen | Gewonnen  |
| 2000 | Bester Tonschnitt für eine Serie                                             |                              | Die Tat eines Wahnsinnigen | Nominiert |
| 2000 | Beste Tonmischung für eine Dramaserie                                        |                              | Die Tat eines Wahnsinnigen | Nominiert |
| 2001 | Beste Regie für eine Dramaserie                                              | Jonathan Kaplan              | Der Besuch                 | Nominiert |
| 2001 | Beste Dramaserie                                                             |                              |                            | Nominiert |
| 2001 | Bester Gastdarsteller in einer Dramaserie                                    | James Cromwell               | Ein Spaziergang im Wald    | Nominiert |
| 2001 | Beste Gastdarstellerin in einer Dramaserie                                   | Sally Field                  |                            | Gewonnen  |
| 2001 | Beste Ein-Kamera-Tonmischung für eine Serie                                  |                              | Die Kreuzung               | Nominiert |
| 2001 | Bester Tonschnitt für eine Serie                                             |                              | Die Kreuzung               | Gewonnen  |
| 2001 | Beste Nebendarstellerin in einer Dramaserie                                  | Maura Tierney                |                            | Nominiert |
| 2002 | Beste Gastdarstellerin in einer Dramaserie                                   | Mary McDonnell               |                            | Nominiert |
| 2002 | Beste Ein-Kamera-Tonmischung für eine Serie                                  |                              | Fahrerflucht               | Gewonnen  |
| 2002 | Bester Tonschnitt für eine Serie                                             |                              | Fahrerflucht               | Nominiert |
| 2002 | Bestes Drehbuch für eine Dramaserie                                          | John Wells                   | Am Strand                  | Nominiert |
| 2003 | Bester Gastdarsteller in einer Dramaserie                                    | Don Cheadle                  |                            | Nominiert |
| 2003 | Beste Gastdarstellerin in einer Dramaserie                                   | Sally Field                  |                            | Nominiert |
| 2003 | Beste Ein-Kamera-Tonmischung für eine Serie                                  |                              | Chaostheorie               | Gewonnen  |
| 2003 | Bester Tonschnitt für eine Serie                                             |                              | Chaostheorie               | Nominiert |
| 2004 | Beste Regie für eine Dramaserie                                              | Christopher Chulack          | Der Priester               | Nominiert |
| 2004 | Bester Gastdarsteller in einer Dramaserie                                    | Bob Newhart                  |                            | Nominiert |
| 2004 | Bester Ein-Kamera-Bildschnitt für eine Dramaserie                            | Kevin Casey                  | Im freien Fall             | Nominiert |
| 2004 | Bester Tonschnitt für eine Serie                                             |                              | Auf der Fahrt              | Nominiert |
| 2005 | Bester Gastdarsteller in einer Dramaserie                                    | Red Buttons                  | Nennen Sie mich Ruby       | Nominiert |
| 2005 | Bester Gastdarsteller in einer Dramaserie                                    | Ray Liotta                   | Todesstunde                | Gewonnen  |
| 2005 | Beste Stunt-Koordination                                                     | Cort L. Hessler III          | The Show Must Go On        | Nominiert |
| 2006 | Bester Gastdarsteller in einer Dramaserie                                    | James Woods                  | Leib und Seele             | Nominiert |
| 2006 | Bester Tonschnitt für eine Serie                                             |                              | Zusammenstoß               | Nominiert |
| 2007 | Bester Gastdarsteller in einer Dramaserie                                    | Forest Whitaker              |                            | Nominiert |
| 2007 | Bester Tonschnitt für eine Serie                                             |                              | Blutspur                   | Nominiert |
| 2007 | Beste Stunt-Koordination                                                     | Gary Hymes                   | Blutspur                   | Nominiert |
| 2008 | Bester Gastdarsteller in einer Dramaserie                                    | Stanley Tucci                |                            | Nominiert |
| 2008 | Bester Tonschnitt für eine Serie                                             |                              | Panik                      | Nominiert |
| 2009 | Beste Regie für eine Dramaserie                                              | Rod Holcomb                  | Zu guter Letzt…            | Gewonnen  |
| 2009 | Bester Gastdarsteller in einer Dramaserie                                    | Ernest Borgnine              | Zu guter Letzt…            | Nominiert |

### Prism Awards
| Jahr | Kategorie                                                   | Preisträger   | Resultat  |
| ---- | ----------------------------------------------------------- | ------------- | --------- |
| 2001 | Fernsehdrama – fortgesetzter Handlungsstrang                |               | Gewonnen  |
| 2003 | Bester episodenübergreifender Handlungsstrang – Dramaserien | Maura Tierney | Nominiert |
| 2003 | Bester episodenübergreifender Handlungsstrang – Dramaserien | Noah Wyle     | Gewonnen  |
| 2005 | Beste Dramaserienepisode                                    | Ray Liotta    | Gewonnen  |
| 2007 | Beste Dramaserienepisode                                    | Maura Tierney | Nominiert |
| 2008 | Bester episodenübergreifender Handlungsstrang – Dramaserien | Maura Tierney | Nominiert |

### Satellite Awards
| Jahr | Kategorie                                        | Preisträger        | Resultat  |
| ---- | ------------------------------------------------ | ------------------ | --------- |
| 1997 | Beste Fernseh-Dramaserie                         |                    | Nominiert |
| 1997 | Bester Schauspieler in einer Fernsehserie, Drama | Anthony Edwards    | Nominiert |
| 1997 | Beste Schauspielerin in einer Drama-Fernsehserie | Julianna Margulies | Nominiert |
| 1998 | Beste Schauspielerin in einer Drama-Fernsehserie | Julianna Margulies | Nominiert |
| 1999 | Beste Fernseh-Dramaserie                         |                    | Nominiert |
| 1999 | Bester Schauspieler in einer Fernsehserie, Drama | George Clooney     | Nominiert |
| 2003 | Beste Schauspielerin in einer Dramaserie         | Maura Tierney      | Nominiert |

### Screen Actors Guild Awards
| Jahr | Kategorie                                        | Preisträger        | Resultat  |
| ---- | ------------------------------------------------ | ------------------ | --------- |
| 1995 | Bestes Ensemble in einer Dramaserie              |                    | Nominiert |
| 1996 | Bestes Ensemble in einer Dramaserie              |                    | Gewonnen  |
| 1996 | Bester Schauspieler in einer Dramaserie          | Anthony Edwards    | Gewonnen  |
| 1996 | Bester Schauspieler in einer Dramaserie          | George Clooney     | Nominiert |
| 1996 | Beste Schauspielerin in einer Drama-Fernsehserie | Julianna Margulies | Nominiert |
| 1997 | Bestes Ensemble in einer Dramaserie              |                    | Gewonnen  |
| 1997 | Bester Schauspieler in einer Dramaserie          | Anthony Edwards    | Nominiert |
| 1997 | Bester Schauspieler in einer Dramaserie          | George Clooney     | Nominiert |
| 1998 | Bestes Ensemble in einer Dramaserie              |                    | Gewonnen  |
| 1998 | Bester Schauspieler in einer Dramaserie          | Anthony Edwards    | Gewonnen  |
| 1998 | Beste Schauspielerin in einer Dramaserie         | Julianna Margulies | Gewonnen  |
| 1999 | Bestes Ensemble in einer Dramaserie              |                    | Gewonnen  |
| 1999 | Bester Schauspieler in einer Dramaserie          | Anthony Edwards    | Nominiert |
| 1999 | Beste Schauspielerin in einer Dramaserie         | Julianna Margulies | Gewonnen  |
| 2000 | Bestes Ensemble in einer Dramaserie              |                    | Nominiert |
| 2001 | Bestes Ensemble in einer Dramaserie              |                    | Nominiert |
| 2001 | Bester Schauspieler in einer Dramaserie          | Anthony Edwards    | Nominiert |
| 2001 | Beste Schauspielerin in einer Dramaserie         | Sally Field        | Nominiert |

### Television Critics Association Awards
| Jahr | Kategorie               | Preisträger     | Resultat  |
| ---- | ----------------------- | --------------- | --------- |
| 1995 | Beste Leistung in Drama |                 | Nominiert |
| 1995 | Sendung des Jahres      |                 | Gewonnen  |
| 1996 | Sendung des Jahres      |                 | Nominiert |
| 1996 | Beste Leistung in Drama |                 | Nominiert |
| 1997 | Einzelleistung in Drama | Anthony Edwards | Nominiert |
| 1998 | Beste Leistung in Drama |                 | Nominiert |
| 1998 | Einzelleistung in Drama | Anthony Edwards | Nominiert |
| 2009 | Heritage Award          |                 | Gewonnen  |

### TV Guide Awards
| Jahr | Kategorie                                        | Preisträger        | Resultat  |
| ---- | ------------------------------------------------ | ------------------ | --------- |
| 1999 | Lieblingsdramaserie                              |                    | Gewonnen  |
| 1999 | Lieblingsschauspielerin – Drama                  | Julianna Margulies | Nominiert |
| 2000 | Lieblingsdramaserie                              |                    | Gewonnen  |
| 2000 | Lieblingsschauspielerin – Drama                  | Julianna Margulies | Nominiert |
| 2001 | Dramaserie des Jahres                            |                    | Nominiert |
| 2001 | Schauspieler des Jahres in einer Dramaserie      | Anthony Edwards    | Nominiert |
| 2001 | Nebendarstellerin des Jahres in einer Dramaserie | Maura Tierney      | Nominiert |
| 2001 | Nebendarsteller des Jahres in einer Dramaserie   | Noah Wyle          | Gewonnen  |
| 2013 | Lieblings-Classic-Fernsehen                      |                    | Nominiert |

### WGA Awards
| Jahr | Kategorie          | Preisträger            | Episode               | Resultat  |
| ---- | ------------------ | ---------------------- | --------------------- | --------- |
| 1996 | Episodisches Drama | Lance Gentile          | Schwarzer Tag         | Gewonnen  |
| 1996 | Original-Langform  | Michael Crichton       | Der erste Tag         | Gewonnen  |
| 1998 | Episodisches Drama | Neal Baer              | Ladykiller Dr. Greene | Nominiert |
| 1999 | Episodisches Drama | Walon Green, Joe Sachs | Gefährliche Explosion | Nominiert |
| 2000 | Episodisches Drama | John Wells             | Der Sturm, Teil 1     | Nominiert |
| 2003 | Episodisches Drama | John Wells             | Am Strand             | Nominiert |

### Young Artist Awards
| Jahr | Kategorie                                                                         | Preisträger       | Resultat  |
| ---- | --------------------------------------------------------------------------------- | ----------------- | --------- |
| 1995 | Beste junge Schauspielerin, Fernseh-Gaststar                                      | Rachael Bella     | Nominiert |
| 1995 | Beste unter 10-jährige Schauspielerin in einer Fernsehserie                       | Yvonne Zima       | Nominiert |
| 1996 | Beste junge Schauspielerin, Fernseh-Dramaserie                                    | Yvonne Zima       | Nominiert |
| 1997 | Bester junger Gastdarsteller in einer Dramaserie                                  | Austin O’Brien    | Nominiert |
| 1997 | Beste junge Gastdarstellerin in einer Dramaserie                                  | Kirsten Dunst     | Nominiert |
| 1999 | Bester junger Nebendarsteller in einer Fernseh-Dramaserie                         | Trevor Morgan     | Nominiert |
| 2000 | Beste junge Gastdarstellerin in einer Fernseh-Dramaserie                          | Rachel Grate      | Nominiert |
| 2002 | Beste junge Gastdarstellerin in einer Fernseh-Dramaserie                          | Hallee Hirsh      | Nominiert |
| 2002 | Beste junge Gastdarstellerin in einer Fernseh-Dramaserie                          | Jamie Renée Smith | Gewonnen  |
| 2002 | Bester bis 10-jähriger Darsteller in einer Comedy- oder Drama-Fernsehserie        | Myles Jeffrey     | Nominiert |
| 2003 | Beste junge Gastdarstellerin in einer Fernseh-Dramaserie                          | Kay Panabaker     | Nominiert |
| 2004 | Bester junger Gastdarsteller in einer Fernsehserie                                | Alex Edwards      | Nominiert |
| 2004 | Bester junger wiederkehrender Darsteller in einer Fernsehserie                    | Oliver Davis      | Gewonnen  |
| 2005 | Bester junger Gastdarsteller in einer Fernsehserie                                | Cody Estes        | Nominiert |
| 2005 | Beste bis 10-jährige Darstellerin in einer Comedy- oder Drama-Fernsehserie        | Kali Majors       | Nominiert |
| 2005 | Bester junger wiederkehrender Darsteller in einer Fernsehserie                    | Oliver Davis      | Nominiert |
| 2007 | Bester junger wiederkehrender Darsteller in einer Comedy- oder Drama-Fernsehserie | Masam Holden      | Nominiert |
| 2008 | Beste junge wiederkehrende Darstellerin in einer Fernsehserie                     | Chloe Greenfield  | Nominiert |
| 2008 | Bester junger wiederkehrender Darsteller in einer Fernsehserie                    | Dominic Janes     | Nominiert |
| 2009 | Bester junger Gastdarsteller in einer Fernsehserie                                | Carlos Knight     | Gewonnen  |
| 2010 | Beste junge Gastdarstellerin in einer Fernsehserie                                | Danielle Chuchran | Nominiert |

### Andere Preise
| Preis                        | Jahr | Kategorie                                                     | Preisträger                        | Episode                | Resultat  |
| ---------------------------- | ---- | ------------------------------------------------------------- | ---------------------------------- | ---------------------- | --------- |
| ASC Award                    | 1995 | Beste Kamera in Filmen der Woche bzw. Pilotfilmen             | Thomas Del Ruth                    | Kommen und gehen       | Gewonnen  |
| ASC Award                    | 1995 | Beste Kamera in regulären Serien                              | Thomas Del Ruth                    | Kommen und gehen       | Gewonnen  |
| BET Award                    | 2009 | Beste Schauspielerin                                          | Angela Bassett                     |                        | Nominiert |
| C.A.S. Award                 | 1995 | Beste Tonmischung für eine Dramaserie                         |                                    | Die Ruhe vor dem Sturm | Nominiert |
| C.A.S. Award                 | 1996 | Beste Tonmischung für eine Dramaserie                         |                                    | Der Held des Tages     | Gewonnen  |
| C.A.S. Award                 | 1997 | Beste Tonmischung für eine Dramaserie                         |                                    | Flugangst              | Nominiert |
| C.A.S. Award                 | 1999 | Beste Tonmischung für eine Dramaserie                         |                                    | Gefährliche Explosion  | Nominiert |
| C.A.S. Award                 | 2000 | Beste Tonmischung für eine Dramaserie                         |                                    | Der Sturm, Teil 2      | Nominiert |
| Eddie Award                  | 1996 | Bester Schnitt, einstündige Serie für Fernsehen               |                                    | Schwarzer Tag          | Gewonnen  |
| Eddie Award                  | 1997 | Bester Schnitt, einstündige Serie für Fernsehen               | Randy Jon Morgan                   | Höllenfeuer            | Nominiert |
| Eddie Award                  | 1998 | Bester Schnitt, einstündige Serie für Fernsehen               | Randy Jon Morgan                   | Wer Gewalt sät         | Gewonnen  |
| Eddie Award                  | 2010 | Bester Schnitt, einstündige Serie für Privatfernsehen         |                                    | Zu guter Letzt…        | Nominiert |
| GLAAD Media Award            | 1998 | Beste Fernseh-Dramaserie                                      |                                    |                        | Nominiert |
| GLAAD Media Award            | 1999 | Beste Fernseh-Einzelepisode                                   |                                    | Die Unzertrennlichen   | Nominiert |
| GLAAD Media Award            | 2002 | Beste Dramaserie                                              |                                    |                        | Nominiert |
| GLAAD Media Award            | 2009 | Beste Einzelepisode (in einer Serie ohne reguläre LGBT-Figur) |                                    | Gute Zusammenarbeit    | Nominiert |
| GLAAD Media Award            | 2009 | Bester Gastdarsteller, Einzelepisode                          | Marina Benedict                    |                        | Nominiert |
| Imagen Award                 | 2006 | Beste Primetime-Serie                                         |                                    |                        | Nominiert |
| Peabody Award                | 1995 |                                                               |                                    |                        | Gewonnen  |
| PGA Award                    | 1995 | Bester Produzent im episodischen Fernsehen                    | John Wells, Michael Crichton       |                        | Gewonnen  |
| PGA Award                    | 2001 | Bester Produzent im episodischen Fernsehen, Drama             |                                    |                        | Nominiert |
| PGA Award                    | 2000 | Vision Award                                                  | John Wells                         |                        | Gewonnen  |
| Teen Choice Award            | 1999 | Fernseh-Dramaserie                                            |                                    |                        | Nominiert |
| Teen Choice Award            | 1999 | Fernsehschauspieler                                           | Noah Wyle                          |                        | Nominiert |
| Teen Choice Award            | 2004 | Fernsehschauspieler – Drama/Action/Abenteuer                  | Mekhi Phifer                       |                        | Nominiert |
| Teen Choice Award            | 2004 | Breakout-Fernsehstar – weiblich                               | Parminder Nagra                    |                        | Nominiert |
| TV Land Award                | 2006 | Erinnerungswürdigster Kuss                                    | George Clooney, Julianna Margulies |                        | Nominiert |
| TV Land Award                | 2009 |                                                               |                                    |                        | Gewonnen  |
| Visual Effects Society Award | 2004 | Beste visuelle Effekte in einer Fernsehserie                  |                                    | Im freien Fall         | Nominiert |
| Visual Effects Society Award | 2007 | Beste unterstützende visuelle Effekte in einer Sendung        |                                    | Kritisches Stadium     | Gewonnen  |

## Preise aus anderen Ländern
| Land                   | Preis                    | Jahr | Kategorie                               | Preisträger   | Resultat  |
| ---------------------- | ------------------------ | ---- | --------------------------------------- | ------------- | --------- |
| Frankreich             | 7 d’Or                   | 1996 | Beste ausländische Fernsehserie         |               | Gewonnen  |
| Vereinigtes Königreich | BAFTA Awards             | 1996 | Preis für ausländische Fernsehprogramme |               | Gewonnen  |
| Volksrepublik China    | Feitian Television Award | 1999 | Beste Dramaserie                        |               | Gewonnen  |
| China                  | Magnolia Award           | 1996 | Bester Nebendarsteller                  | Eriq La Salle | Gewonnen  |
| Niederlande            | Silver TeleVizier-Tulip  | 1997 |                                         |               | Gewonnen  |
| Australien             | Logie Award              | 2005 | Populärstes Übersee-Programm            |               | Nominiert |

## Statistik

### Emmy-Statistik
|                            | Staffel | Staffel | Staffel | Staffel | Staffel | Staffel | Staffel | Staffel | Staffel | Staffel | Staffel | Staffel | Staffel | Staffel | Staffel | Summe | Summe |
| Kategorie                  | 1       | 2       | 3       | 4       | 5       | 6       | 7       | 8       | 9       | 10      | 11      | 12      | 13      | 14      | 15      | ∑ N.  | ∑ P.  |
| -------------------------- | ------- | ------- | ------- | ------- | ------- | ------- | ------- | ------- | ------- | ------- | ------- | ------- | ------- | ------- | ------- | ----- | ----- |
| Bester Bildschnitt         |         |         | 2       | 1       | 1       | 1       |         |         |         | 1       |         |         |         |         |         | 06    | 02    |
| Bestes Casting             | 1       | 1       | 1       | 1       |         | 1       |         |         |         |         |         |         |         |         |         | 05    | 02    |
| Beste Dramaserie           | 1       | 1       | 1       | 1       | 1       | 1       | 1       |         |         |         |         |         |         |         |         | 07    | 01    |
| Bestes Drehbuch            | 2       | 2       | 2       |         |         |         |         | 1       |         |         |         |         |         |         |         | 07    | 01    |
| Bester Gastdarsteller      | 2       |         | 2       |         |         | 1       | 1       |         | 1       | 1       | 2       | 1       | 1       | 1       | 1       | 014   | 01    |
| Beste Gastdarstellerin     | 2       | 1       | 1       | 1       |         |         | 1       | 1       | 1       |         |         |         |         |         |         | 08    | 01    |
| Beste Vorspann-Gestaltung  | 1       |         |         |         |         |         |         |         |         |         |         |         |         |         |         | 01    | 01    |
| Bester Hauptdarsteller     | 2       | 2       | 1       | 1       |         |         |         |         |         |         |         |         |         |         |         | 06    | 0–    |
| Beste Hauptdarstellerin    | 1       | 1       | 2       | 1       | 1       | 1       |         |         |         |         |         |         |         |         |         | 07    | 0–    |
| Beste Kamera               |         | 1       |         |         |         |         |         |         |         |         |         |         |         |         |         | 01    | 0–    |
| Beste Beleuchtung          |         |         |         | 1       |         |         |         |         |         |         |         |         |         |         |         | 01    | 0–    |
| Bestes Make-up             | 1       |         |         |         |         |         |         |         |         |         |         |         |         |         |         | 01    | 0–    |
| Bester Nebendarsteller     | 2       | 1       | 2       | 2       | 1       |         |         |         |         |         |         |         |         |         |         | 08    | 0–    |
| Beste Nebendarstellerin    | 1       | 1       | 3       | 2       |         |         | 1       |         |         |         |         |         |         |         |         | 08    | 01    |
| President’s Award          |         | 1       | 1       |         |         |         |         |         |         |         |         |         |         |         |         | 02    | 0–    |
| Beste Regie                | 2       | 2       | 3       | 1       |         | 2       | 1       |         |         | 1       |         |         |         |         | 1       | 013   | 02    |
| Bester Schnitt             | 2       | 2       |         |         |         |         |         |         |         |         |         |         |         |         |         | 04    | 01    |
| Beste Stunt-Koordination   |         |         |         |         |         |         |         |         |         |         | 1       |         | 1       |         |         | 02    | 0–    |
| Beste Technische Direktion |         |         |         | 1       |         |         |         |         |         |         |         |         |         |         |         | 01    | 01    |
| Beste Vorspann-Musik       | 1       |         |         |         |         |         |         |         |         |         |         |         |         |         |         | 01    | 0–    |
| Beste Tonmischung          | 1       | 1       | 1       | 2       | 1       | 1       | 1       | 1       | 1       |         |         |         |         |         |         | 010   | 05    |
| Bester Tonschnitt          | 1       |         |         | 1       | 1       | 1       | 1       | 1       | 1       | 1       |         | 1       | 1       | 1       |         | 011   | 04    |
| ∑ Nominierungen            | 23      | 17      | 22      | 16      | 6       | 9       | 7       | 4       | 4       | 4       | 3       | 2       | 3       | 2       | 2       | 124   |       |
| ∑ Prämierungen             | 8       | 1       | 3       | 2       | 2       | 1       | 2       | 1       | 1       | –       | 1       | –       | –       | –       | 1       |       | 23    |

### Nominierungen und Auszeichnungen je Preis
| Preiswettbewerb                       | Nom. | Präm. |
| ------------------------------------- | ---- | ----- |
| ALMA Awards                           | 9    | 1     |
| Artios Awards                         | 7    | 4     |
| ASCAP Awards                          | 12   | 12    |
| BMI Film & TV Awards                  | 11   | 11    |
| Directors Guild of America Awards     | 12   | 4     |
| Golden Globe Awards                   | 25   | 1     |
| Golden Reel Awards                    | 19   | 5     |
| Humanitas-Preise                      | 9    | 1     |
| NAACP Image Awards                    | 33   | 6     |
| Peabody Awards                        | 1    | 1     |
| People’s Choice Awards                | 9    | 9     |
| Primetime Emmy Awards                 | 124  | 23    |
| Prism Awards                          | 6    | 3     |
| Satellite Awards                      | 7    | 0     |
| Screen Actors Guild Awards            | 18   | 8     |
| Television Critics Association Awards | 8    | 2     |
| TV Guide Awards                       | 9    | 3     |
| Writers Guild of America Awards       | 6    | 2     |
| Young Artist Awards                   | 21   | 3     |
| Andere US-Preise                      | 29   | 9     |
| Preise aus anderen Ländern            | 6    | 5     |
| Mindestsumme                          | 381  | 113   |